# المدرسة الألمانية في سانت بطرسبرغ
المدرسة الألمانية في سانت بطرسبرغ (بالألمانية: Deutsche Schule Sankt Petersburg) هي مدرسة دولية خاصة تقع في سانت بطرسبرغ، روسيا.

## الروابط الخارجية
1. ↑  "Vorstellung." Deutsche Schule Sankt Petersburg. نسخة محفوظة 01 أغسطس 2017 على موقع واي باك مشين.
2. ↑  "Struktur der Deutschen Schule St. Petersburg." Deutsche Schule Sankt Petersburg. Retrieved on May 3, 2015. "Deutsche Schule St. Petersburg, Uliza Odojewskowo 19 A, 199155 St. Petersburg" نسخة محفوظة 24 يوليو 2015 على موقع واي باك مشين.

- Deutsche Schule Sankt Petersburg (بالألمانية)

/(بالروسية)